# Damalazaur
"Damalazaur" ("Damalasaurus"), lub "damalozaur" ("Damalosaurus") – nieformalna nazwa zauropoda o niepewnej pozycji filogenetycznej, żyjącego we wczesnej jurze na terenach Azji. Jego szczątki znaleziono w Chinach (Tybet). W literaturze pojawiają się nazwy dwóch gatunków, które miały należeć do tego rodzaju: "Damalasaurus magnus" i "Damalasaurus laticostalis"; nie jest pewne, czy są to rzeczywiście odrębne gatunki, czy dwie nazwy tego samego gatunku. Choć nazwa "Damalasaurus" pojawiła się w kilku publikacjach, dinozaur ten nie został jak dotąd formalnie opisany; do czasu opublikowania wymaganego opisu "Damalasaurus" pozostaje nomen nudum.